# Isotomurus graminis
Isotomurus graminis är en urinsektsart som beskrevs av Fjellberg 2007. Isotomurus graminis ingår i släktet Isotomurus, och familjen Isotomidae. Arten är reproducerande i Sverige.